# Charles Edward Faxon
Charles Edward Faxon (21 gennaio 1846 – 6 febbraio 1918) è stato un illustratore e botanico statunitense.

## Biografia
Nel 1867 conseguì la laurea in ingegneria civile dalla Lawrence Scientific School di Cambridge. Dal 1879 al 1884 insegnò lezioni di botanica presso l'Istituto Bussey.
Faxon era esperto per quanto riguarda la flora del New England e nel 1882 entrò a far parte del personale dell'Arnold Arboretum. Qui si occupò dello sviluppo dell'erbario e della biblioteca. Lavorò a stretto contatto con Charles Sprague Sargent (1841-1927), direttore dell'arboreto.

## Opere
- "Manual of the Trees of North America (exclusive of Mexico)", (664 illustrazioni).
- "Garden and Forest", (285 illustrations).
- "Forest Flora of Japan", (1894).
- "Trees and Shrubs: Illustrations of New Or Little Known Ligneous Plants", (1902–13).